# 梅登黑德定位系统
梅登黑德定位系统（英语：Maidenhead Locator System）是以经纬度作为基准线，将地球分为若干网格，以实现精确报告自己位置的系统。

## 由来
该系统因 1980 年业余无线电 VHF（甚高频）管理人员在英国伦敦附近的梅登黑德开会时被提出而得名。该系统只需 4-6 个字符就可报出误差不超过 10km 的地球上任何地点。报出字符越长，精度越高。
这种方法可以减少很多设在非著名城市的电台在报告自己位置时需做的繁杂解释，也可避免在用经纬度报告地理位置时，需报出既费时又易出错的一大串数字，如遇干扰或用 CW 联络时，要发出 或抄对一大串数字则更为困难。

## 组成
梅登黑德网格由大到小依次将地球分为“场”(field)、“方”(square)、“块”(subsquare)。每个场各占经度 20°，纬度 10°，将地球表面分成 18×18＝324 场；每场其中又被分为 10×10＝100 个“方”，各占经度 2°，纬度 1°；每方中又被分为 24×24＝5766 个“块”，各占经 度 5′，纬度 2.5′，这样整个地球表面即被分为 18662400 个小网格（“块”）。

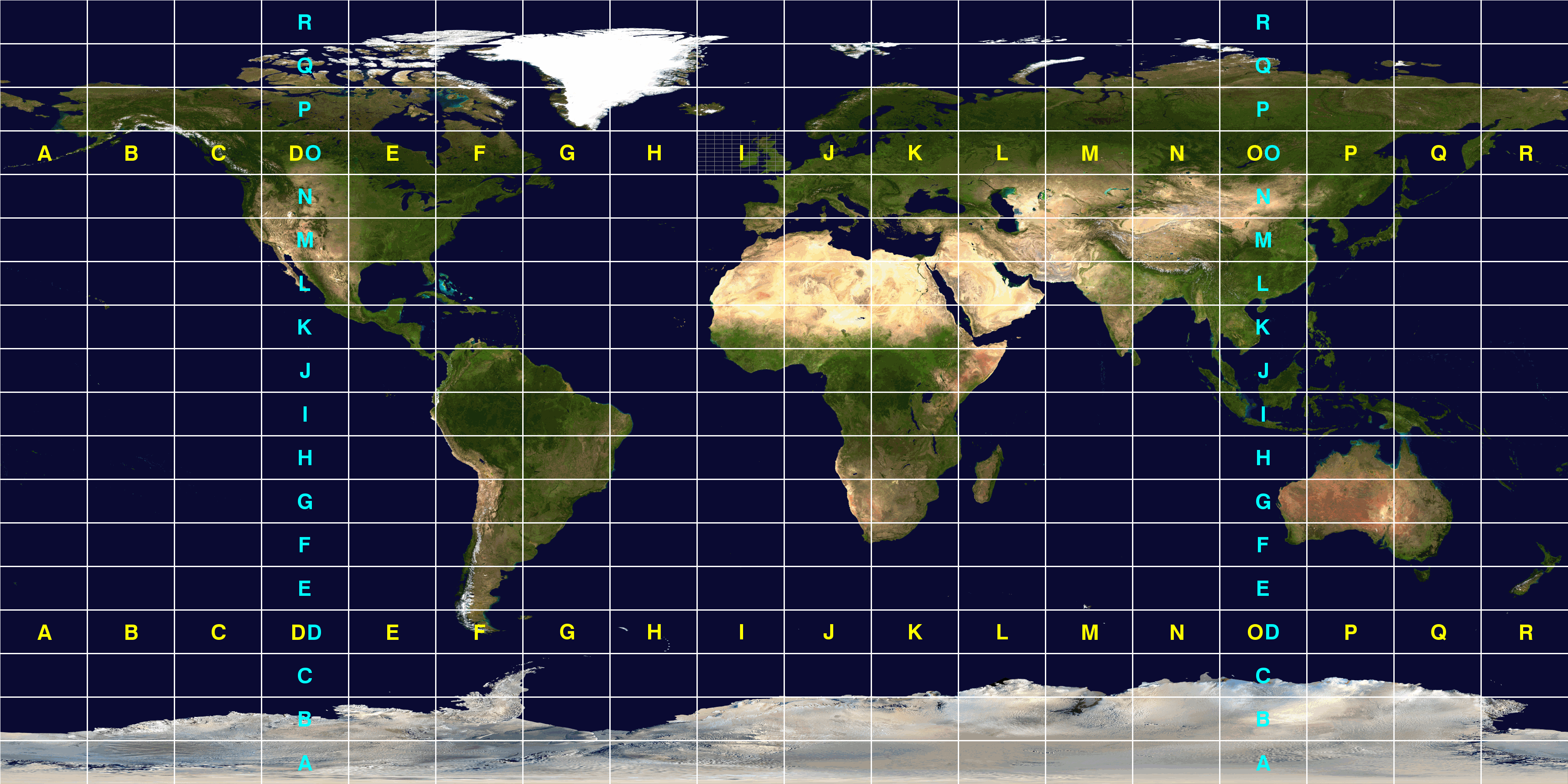
梅登黑格网格系统简图

其中每个“场” 在地球上的位置用 AA～RR 间的两个字母表示，每一个“方”在“场”中的位置用 00～99 的两个数字表示，每 1 个“块”在“方”中的位置又用 AA～XX 之间的两个字母表示。以上每两个字符中的第 1 个均表示经度方向的序号，第 2 个均表示纬度方向的序号。网格位置的起点设在东（西）经 180°的南极端，经度的序号由西向东排列，纬度的序号由南向北排列
右侧图片是为了让无线电爱好者世界网格定位的大致情况有个基本了解而列出的一个粗略简图。

## 应用
粗略的网格位置可用 4 个字符表示，如上海为“PM01”；比较精确的网格位置，则 可用6个字符表示，如北京为“OM89EV”。在业余无线电通讯中，一般只报告前4位字符即可。
附部分城市梅登黑格网格位置
- 北京 OM89
- 香港 OL72
- 澳门 OL62
- 台北 PL05
- 东京 PM95